# Гигель, Татьяна Анатольевна
Татья́на Анато́льевна Ги́гель (в девичестве Сила́ева, род. 27 февраля 1960, Уймень, Алтайский край) — советский и российский экономист и российский государственный деятель. Сенатор Российской Федерации (с 2014 по 2024 год), была делегирована в Совет Федерации органом законодательной власти Республики Алтай. Заместитель председателя Комитета Совета Федерации по аграрно-продовольственной политике и природопользованию.
Из-за поддержки нарушения территориальной целостности Украины во время российско-украинской войны находится под персональными международными санкциями Евросоюза, США, Великобритании и ряда других стран.

## Биография
Татьяна Гигель родилась 27 февраля 1960 года в селе Уймень Майминского (с 1980 года — Чойского) района Горно-Алтайской автономной области. Трудовую деятельность начала учеником экономиста Уйменского Литейно-прокатного завода. С 1980 года работала нормировщиком Каракокшинского лесопункта. С 1982 по 1987 год обучалась в Сибирском технологическом институте в Красноярске, получив специальность инженера-экономиста.
С 1983 по 2000 год работала инженером по нормированию труда, начальником Планово-экономического отдела и главным бухгалтером Каракокшинского личного подсобного хозяйства, главным бухгалтером Чойского лесхоза. С сентября 2000 по 2006 год Татьяна Гигель возглавляла Чойское лесное хозяйство.

## Политическая деятельность
В 2001 году Гигель была избрана депутатом третьего созыва Государственного Собрания — Эл Курултай Республики Алтай. В 2006, 2010 и в 2014 годах переизбиралась в парламент республики. В Госсобрании занимала пост заместителя Председателя. Была членом Комитета по бюджету и налоговой политике.
С 30 сентября 2014 года Татьяна Гигель делегирована в Совет Федерации от Госсобрания Республики Алтай. В верхней палате российского парламента является заместителем председателя Комитета по аграрно-продовольственной политике и природопользованию.
8 сентября 2019 года была избрана в Государственное собрание Республики Алтай седьмого созыва и 1 октября 2019 года наделена полномочиями члена Совета Федерации от законодательного органа государственной власти Республики Алтай.

## Награды
- Орден Дружбы (19 сентября 2019) — за большой вклад в развитие парламентаризма, активную законотворческую деятельность и многолетнюю добросовестную работу[7]
- Орден «Тан Чолмон» (24 февраля 2015) — за выдающиеся заслуги перед Республикой Алтай, её народом, внесение большого личного вклада в развитие и умножение духовного потенциала республики, активную общественную деятельность
- Медаль ордена «За заслуги перед Отечеством» II степени
- Медаль «Парламент Республики Алтай»
- Заслуженный экономист Республики Алтай